# Bob Eggleton
Bob Eggleton (13 de setembro de 1960) é um ilustrador estadunidense, notório por seus trabalhos realizados na área de ficção científica e jogos de RPG. Ganhador de um Hugo Award.

## Livros
- Alien Horizons: The Fantastic Art of Bob Eggleton, 2000
- Greetings from Earth, 2000
- Dragonhenge, 2002
- The Star Dragons, 2004